# Dri Horlini
Dri Horlini – szczyt w Alpach Pennińskich, części Alp Zachodnich. Leży w Szwajcarii w kantonie Valais, niedaleko granicy z Włochami. Należy do masywu Weissmies. Leży na południe od Weissmies. Szczyt można zdobyć ze schroniska Almagellerhütte (2894 m).